# Elga Brink

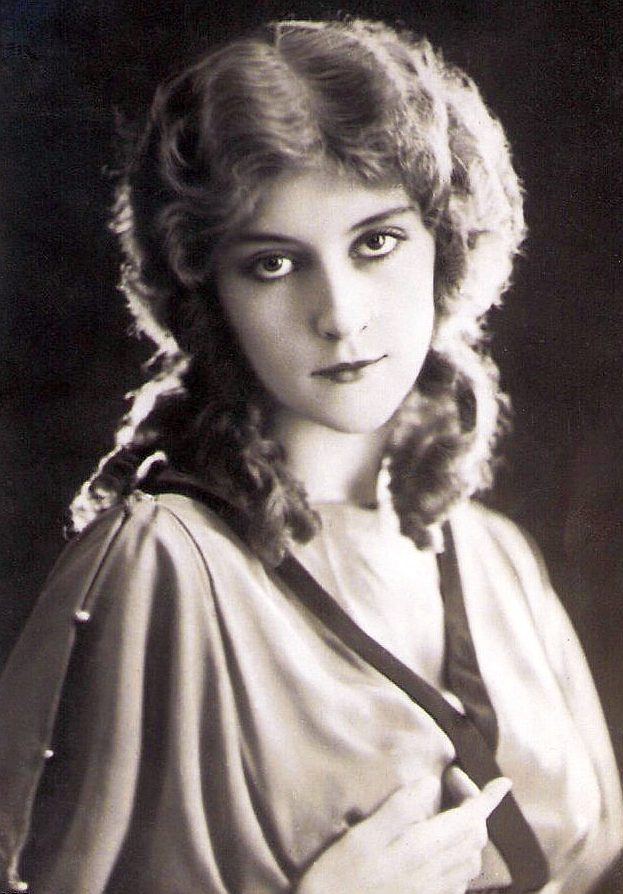
Elga Brink.

Elga Brink, född 2 april 1905 i Berlin, Kejsardömet Tyskland, död 28 oktober 1985 i Hamburg, Västtyskland, var en tysk skådespelare. Hon slog igenom som stumfilmsskådespelare på 1920-talet, ofta i filmer i regi av Georg Jacoby, och medverkade fram till 1951 i över 60 filmer.

## Filmografi, urval
- 1927 – Frestelsens stund
- 1929 – Falska kyssar
- 1930 – Den gyllene masken
- 1930 – Pension Schöller
- 1933 – Tunneln
- 1936 – Onkel Bräsig
- 1940 – Det fattas en karl
- 1941 – Clarissa
- 1941 – Jenny Lind i Köpenhamn